# Цзян Хайці
Цзян Хайці  (кит.: 蒋 海琦, 17 січня 1992) — китайський плавець, олімпійський медаліст.

## Виступи на Олімпіадах
| Олімпіада   | Дисципліна                      | Місце |
| ----------- | ------------------------------- | ----- |
| Лондон 2012 | естафета 4 × 200 вільним стилем | 3     |